# Герб комуни Екше
Герб комуни Екше (швед. Eksjö kommunvapen) — символ шведської адміністративно-територіальної одиниці місцевого самоврядування комуни Екше. 

## Історія
Від XV століття Екше використовувало герб. Він фігурує на печатці 1439 року. 

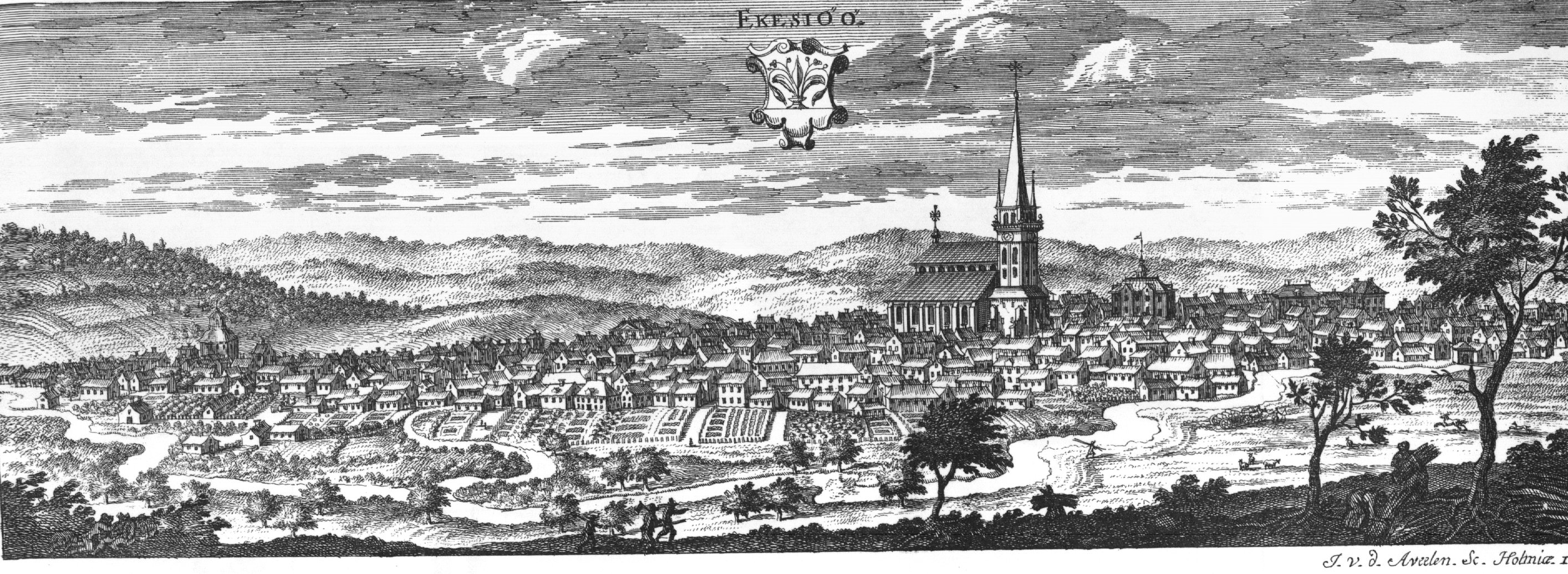
Герби на гравюрі з панорамою міста Екше (біля 1700 р.)

Герб отримав королівське затвердження 1949 року.    
Після адміністративно-територіальної реформи, проведеної в Швеції на початку 1970-х років, муніципальні герби стали використовуватися лишень комунами. Цей герб був 1971 року перебраний для нової комуни Екше.
Герб комуни офіційно зареєстровано 1974 року.
Герби давніших адміністративних утворень, що увійшли до складу комуни, більше не використовуються.

Герб ландскомуни Гереда (1947–1970)
Герб чепінга Маріаннелунд (1954–1970)

## Опис (блазон)
У срібному полі зелений дуб з жолудями і корінням.

## Зміст
Сюжет герба походить з міської печатки 1439 року. Дуб є називним символом і вказує на назву міста (швед. ek=дуб).   